# Chambre des comptes

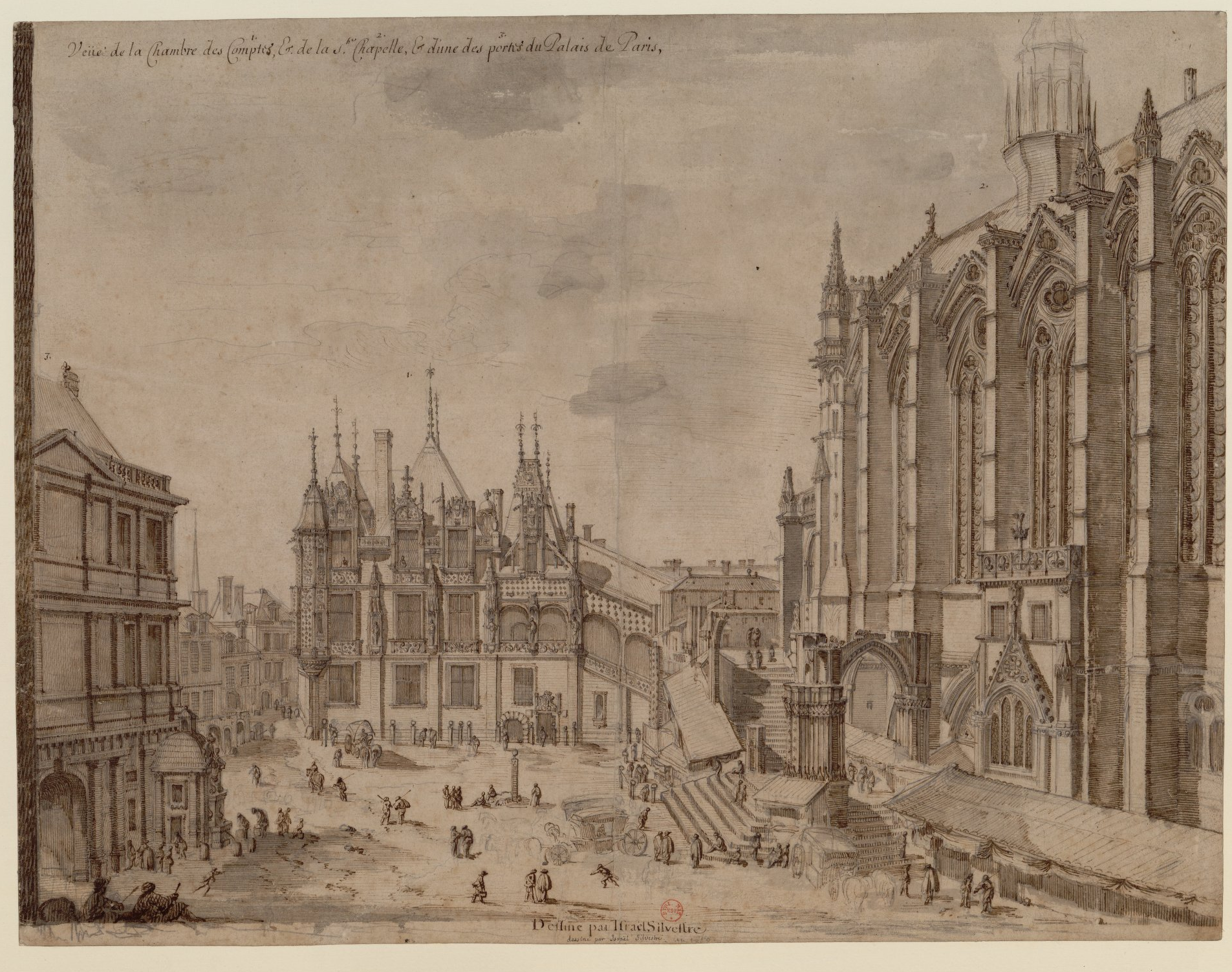
La chambre des comptes.

Le chambres des comptes (it.: camere dei conti), erano in Francia, sotto l'Ancien Régime, degli organi giurisdizionali sovrani specializzati negli affari delle finanze. La Chambre des comptes di Parigi, la più antica, è l'antenata dell'attuale Corte dei conti francese.

## La Camera dei conti di Parigi
Per controllare le entrate e spese del Regno, il re prima ricorse al suo Consiglio, vale a dire la curia regis, il gruppo di consulenti che lo attorniavano da vicino e che lo assistevano nelle sue diverse funzioni.
Nel 1256, una ordinanza di Luigi IX il santo prescriveva ai mayeurs et prud'hommes (sindaci) dell'Alta Normandia di predisporre ogni anno dei rendiconti da inviare davanti ai gens des comptes (persone dei conti - contabili) a Parigi. Alcuni chierici del Consiglio si specializzano in questa funzione. Dei maîtres lais (maestri laici) vengono delegati ai comptes du Roi (conti del Re).
Nel 1319, venne fondata la Chambre des comptes di Parigi, che succedette alla Corte delle finanze del re (Cour de France), e si insediò nel Palais de la Cité, dove resterà fino alla rivoluzione francese. I funzionari dei conti vengono incaricati in primo luogo per garantire le entrate dei domini reali e, in secondo luogo, per il controllo della spesa pubblica.
Tuttavia, la prima organizzazione ufficiale in base all'ordinanza di Vivier-en-Brie di Filippo V di Francia «il lungo» nel 1320: intorno al "sovrano delle finanze" (rappresentante del re) sedevano dei maîtres chierici, precursori degli attuali conseillers maîtres.
L'ordinanza del Château di Vivier-en-Brie emessa nel gennaio 1319 da Filippo V di Francia, pubblicata il 17 aprile 1320 dal trésorier Henri de Sully, fissò i principi fondamentali dell'organizzazione della Chambre des comptes: la stessa comprende tre, poi quattro, maîtres-clercs (maestri chierici), ai quali sono aggiunti tre maîtres-lais (maestri laici) familiari del Re, incaricati d'ouïr, cioè di udire, fare gli uditori dei conti. 
Undici piccoli chierici (impiegati) li assistono nei loro compiti. 
La carica di presidente è creata con un'ordinanza del 1381. 
Fanno la loro apparizione gli scrivani. Correttori di bozze sono nominati per assistere i maîtres. 
I consiglieri delegati dal re fanno la loro comparsa a fianco dei maîtres ordinari. 
In definitiva, l'ordinanza del 26 febbraio 1464 qualifica la Chambre des comptes come «Cour souveraine, principale, première et singulière du dernier ressort en tout le fait du compte des finances» (Corte sovrana, principale, prima ed unica (senza appello) di ultimo giudizio (ultima istanza) in materia dei conti della finanza).

### Lista dei presidenti
- 1319-1322: Henri IV de Sully, grand bouteiller de France
- 1344-1345: Pierre de Cuignières
- 1418- ?: Louis de Luxembourg[3], vescovo di Thérouanne poi arcivescovo di Rouen e amministratore apostolico di Ely, cardinale
- ?-1482: Jean de la Drièche
- 1482-1483: Jacques Coitier
- 1506-1518: Jean II Nicolaï
- 1518-: Antoine I de Nicolaï
- 1554-1560: Michel de l'Hôspital
- 1577-: Olivier I Le Fèvre d'Ormesson d'Eaubonne
- verso il 1620: Nicolas Potier
- 1734-1768: Aymar Jean de Nicolaï (1709-1785), marchese di Goussainville, primo presidente
- 1768-1789: Aimar-Charles-Marie de Nicolaï (1747-1794), marito di Philippa Léontine Potier de Novion

## Le Chambres des comptes delle province
La più antica delle Camere dei conti delle province era quella del Delfinato, creata nel 1368. 
Altre Chambres des comptes si formano in Normandia (1465), in Provenza, in Borgogna, a Nantes per la Bretagna, in Navarra, in Linguadoca e Rossiglione, a Nancy, Metz e Bar-le-Duc.

## Declino e soppressione nel XVIII secolo
Nel XVIII secolo, la Chambre des Comptes di Parigi era ancora responsabile per la conservazione del demanio reale, della buona gestione delle finanze, del controllo dei conti di tutti gli ufficiali del re e della registrazione dei gravami e esenzioni. Estese la sua giurisdizione su tutto il Regno, ma dovette tener conto di una dozzina di camere dei conti provinciali, di cui alcune, unite alle Cours des aides, esercitavano nelle loro provincie la totalità delle competenze finanziarie, compresi i contenziosi in materia di tasse e di demanio. Non erano per niente un insieme omogeneo.
La Chambre des Comptes di Parigi aveva al suo vertice un Premier président (incarico prestigioso, durante molte generazioni dato alla famiglia dei Nicolaÿ) e dodici presidenti, utilizzati per semestre, poi sessantotto maestri consulenti, ecc., per un totale di 289 funzionari nel 1789.
Nei fatti, la Camera dei conti era in questo momento un'istituzione antiquata senza potere o utilità reale per il buon ordine della finanza. Il funzionamento era lento, con una media di dieci anni di ritardo per la verifica dei conti. 
Le sue decisioni sono state raramente eseguite, considerate come formalismi, oggetto di una superficiale verifica del Conseil du roi (Consiglio del Re) e inviate alla Chambre per concedere il discarico senza ulteriore esame. 
Infatti, il suo potere principale di ostacolo consisteva nella sua capacità di non registrare le decisioni del Parlamento nella materia finanza, ciò che è accaduto in alcune circostanze. 
La Chambre fu soppressa il 17 settembre 1791 e sostituita da una Commissione di contabilità e le camere provinciali soppresse il 29 settembre successivo.